# Taylor Caldwell
Pour les articles homonymes, voir Caldwell.
Janet Miriam Holland Taylor Caldwell, née le 7 septembre 1900 et morte d'une crise cardiaque le 30 août 1985, est une romancière américaine prolifique de fiction, aussi connue sous les noms de plume de Marcus Holland et Max Reiner, et sous son nom de femme mariée, J. Miriam Reback. Elle s'est mariée 4 fois.

## Hommage
D'un diamètre de 51 km, le cratère vénusien Caldwell a été nommé en son honneur.